# Mor'vran
Pour plus de détails, voir Fiche technique et Distribution.
Mor'vran (La Mer des corbeaux) est un film français réalisé par Jean Epstein et sorti en 1930.

## Fiche technique
- Titre : Mor'vran
- Réalisation :	Jean Epstein
- Scénario : Jean Epstein
- Photographie : Paul Guichard et Albert Brès
- Son : Jean Tedesco
- Musique : Alexis Archangelsky
- Production : C.U.C. (Compagnie universelle cinématographique)
- Pays :  France
- Durée : 26 minutes
- Date de sortie : France - 1er mars 1930

## À propos du film
Mor'vran a été restauré par la Cinémathèque française.